# Miguel García Topete
Miguel García Topete fue un militar, político y abogado mexicano, así como gobernador de Colima del 20 de mayo de 1911 al 31 de octubre de 1911. Nació en Ameca, Jalisco, en 1856, aunque desde pequeño radicó en la ciudad de Colima. Estudió Derecho, graduándose como abogado y posteriormente se dedicó a la poesía. Con el grado de Mayor participó en la Batalla de Villa de Álvarez. García Topete se caracterizó por ser un férreo partidario del liberalismo y con tal carácter fue regidor en el Ayuntamiento de la ciudad de Colima, en 1874. En 1910 se afilió al Partido Nacional Antirreeleccionista. Fue diputado al Congreso de Colima tres veces, en la XII Legislatura del Congreso del Estado de Colima, XIII Legislatura del Congreso del Estado de Colima y la XIX Legislatura del Congreso del Estado de Colima. Además, fue nombrado gobernador interino y secretario general del gobierno de Colima de 1916 a 1917. Al término de la Revolución Mexicana, se dedicó a su profesión de abogado hasta su muerte en 1928. 
El General Miguel García Topete , junto con Severo Campero Bobadilla, fueron encomendados por el presidente en turno , para elaborar las primeras leyes del Estado de Colima.   
| Predecesor: Enrique O. de la Madrid | Gobernador de Colima 1911 | Sucesor: José Trinidad Alamillo |

- Datos: Q6014362